# Vrbovno
Vrbovno es un pueblo ubicado en la municipalidad de Lazarevac, en el distrito de Belgrado, Serbia.

## Superficie
Posee una superficie de 9,915 kilómetros cuadrados.

## Demografía
Hasta 2011 la población era de 1042 habitantes, con una densidad de población de 105,1 habitantes por kilómetro cuadrado.